# Academia Screen de Escocia
La Academia Screen de Escocia (en inglés: Screen Academy Scotland) es una colaboración entre la Universidad Napier de Edimburgo y el colegio de arte de Edimburgo. Fue inaugurado en agosto de 2005 por el entonces primer ministro de Escocia, Jack McConnell, y tiene su sede en Edimburgo, Escocia. Tanto Edinburgh Napier y eca ya habían establecido cursos de elaboración de películas, combinado fotografía y el cine de pregrado de Napier.  La Academia ofrece, cursos prácticos, basados en proyectos de postgrado. Un nuevo Centro de Producción fue inaugurado en agosto de 2006.